# IDM-Saison 2016

Logo der Internationalen Deutschen Motorradmeisterschaft

Bei der Internationalen Deutschen Motorradmeisterschaft 2016 wurden Titel in den Klassen IDM Superbike, IDM Superstock 1000, IDM Superstock 600 und IDM Sidecar vergeben.
Mit Ende der Saison 2015 wurde die Klasse Moto3 ausgegliedert und wurde jetzt im Rahmen verschiedener Rennserien unter dem Namen ADAC Northern Europe Cup Moto3 ausgetragen.
Zudem wurde die Klasse IDM Supersport in IDM Superstock 600 und die IDM SuperNaked in IDM Open 600 umbenannt. Bei der Klasse Superstock 1000 wurde auch eine Konstrukteurswertung eingeführt.
In den Klassen Superbike / Superstock wurden 15 Rennen und bei den Superstock 600 / Open 600 14 Rennen gefahren. Bei den Gespannen wurden neun Rennen ausgetragen.

## Punkteverteilung
Meister wurde derjenige Fahrer beziehungsweise der Hersteller, der bis zum Saisonende die meisten Punkte erzielt hatte. Bei der Punkteverteilung wurden die Platzierungen im Gesamtergebnis des jeweiligen Rennens berücksichtigt. Die fünfzehn erstplatzierten Fahrer jedes Rennens erhielten Punkte nach folgendem Schema:
| Punkteverteilung | Punkteverteilung | Punkteverteilung | Punkteverteilung | Punkteverteilung | Punkteverteilung | Punkteverteilung | Punkteverteilung | Punkteverteilung | Punkteverteilung | Punkteverteilung | Punkteverteilung | Punkteverteilung | Punkteverteilung | Punkteverteilung | Punkteverteilung |
| ---------------- | ---------------- | ---------------- | ---------------- | ---------------- | ---------------- | ---------------- | ---------------- | ---------------- | ---------------- | ---------------- | ---------------- | ---------------- | ---------------- | ---------------- | ---------------- |
| Platz            | 1                | 2                | 3                | 4                | 5                | 6                | 7                | 8                | 9                | 10               | 11               | 12               | 13               | 14               | 15               |
| Punkte           | 25               | 20               | 16               | 13               | 11               | 10               | 9                | 8                | 7                | 6                | 5                | 4                | 3                | 2                | 1                |

In die Wertung kamen alle erzielten Punkte.
Im Sprintrennen der Gespanne wurde folgende Punktewertung verwendet:
| Platz  | 1  | 2  | 3 | 4 | 5 | 6 | 7 | 8 | 9 | 10 |
| Punkte | 13 | 10 | 8 | 7 | 6 | 5 | 4 | 3 | 2 | 1  |

In die Wertung kamen alle erzielten Punkte.

## Superbike

### Wissenswertes
- Der zweite Lauf, bei der dritten Rennveranstaltung auf dem Lausitzring wurde wegen zu starkem Regen abgebrochen und nicht gewertet.

### Rennergebnisse
|   | Datum  | Strecke              | Pole-Position   | Lauf | Platz 1         | Platz 2         | Platz 3         | Schn. Rennrunde |
| - | ------ | -------------------- | --------------- | ---- | --------------- | --------------- | --------------- | --------------- |
| 1 | 01.05. | EuroSpeedway Lausitz | Mathieu Gines   | 1    | Max Neukirchner | Mathieu Gines   | Florian Alt     | Mathieu Gines   |
| 1 | 01.05. | EuroSpeedway Lausitz | Mathieu Gines   | 2    | Mathieu Gines   | Max Neukirchner | Marvin Fritz    | Mathieu Gines   |
| 2 | 08.05. | Nürburgring          | Mathieu Gines   | 1    | Marvin Fritz    | Max Neukirchner | Florian Alt     | Mathieu Gines   |
| 2 | 08.05. | Nürburgring          | Mathieu Gines   | 2    | Mathieu Gines   | Marvin Fritz    | Jan Halbich     | Mathieu Gines   |
| 3 | 05.06. | EuroSpeedway Lausitz | Marvin Fritz    | 1    | Mathieu Gines   | Florian Alt     | Marvin Fritz    | Mathieu Gines   |
| 3 | 05.06. | EuroSpeedway Lausitz | Marvin Fritz    | 2    | –               | –               | –               | –               |
| 4 | 10.07. | Circuit Zolder       | Mathieu Gines   | 1    | Marvin Fritz    | Mathieu Gines   | Bastien Mackels | Mathieu Gines   |
| 4 | 10.07. | Circuit Zolder       | Mathieu Gines   | 2    | Marvin Fritz    | Jan Halbich     | Bastien Mackels | Marvin Fritz    |
| 5 | 31.07. | Schleizer Dreieck    | Marvin Fritz    | 1    | Marvin Fritz    | Mathieu Gines   | Florian Alt     | Mathieu Gines   |
| 5 | 31.07. | Schleizer Dreieck    | Marvin Fritz    | 2    | Marvin Fritz    | Bastien Mackels | Florian Alt     | Marvin Fritz    |
| 6 | 14.08. | Assen                | Danny de Boer   | 1    | Marvin Fritz    | Florian Alt     | Bastien Mackels | Marvin Fritz    |
| 6 | 14.08. | Assen                | Danny de Boer   | 2    | Marvin Fritz    | Florian Alt     | Lukas Trautmann | Marvin Fritz    |
| 7 | 18.09. | EuroSpeedway Lausitz | Bastien Mackels | 1    | Lukas Trautmann | Florian Alt     | Marvin Fritz    | Lukas Trautmann |
| 7 | 18.09. | EuroSpeedway Lausitz | Bastien Mackels | 2    | Florian Alt     | Lukas Trautmann | Matteo Baiocco  | Lukas Trautmann |
| 8 | 25.09. | Hockenheimring       | Marvin Fritz    | 1    | Florian Alt     | Lukas Trautmann | Marvin Fritz    | Marvin Fritz    |
| 8 | 25.09. | Hockenheimring       | Marvin Fritz    | 2    | Marvin Fritz    | Florian Alt     | Lukas Trautmann | Marvin Fritz    |

### Fahrerwertung
| 1  | Marvin Fritz        | Yamaha YZF-R1     | Bayer-Bikerbox Racing      | 297 |
| 2  | Florian Alt         | Yamaha YZF-R1     | Team Yamaha MGM            | 251 |
| 3  | Mathieu Gines       | BMW S 1000 RR     | Van Zon Remeha BMW         | 158 |
| 4  | Lukas Trautmann     | Yamaha YZF-R1     | Team Yamaha MGM            | 153 |
| 5  | Bastien Mackels     | BMW S 1000 RR     | Wilbers-BMW-Racing         | 129 |
| 6  | Jan Halbich         | Honda CBR 1000 RR | Holzhauer Racing Promotion | 105 |
| 7  | Max Neukirchner     | Yamaha YZF-R1     | Team Yamaha MGM            | 102 |
| 8  | Christoph Kasberger | Yamaha YZF-R1     | Team Kasberger             | 99  |
| 9  | Ireneusz Sikora     | BMW S 1000 RR     | Wilbers-BMW-Racing         | 94  |
| 10 | Sergii Grygorovych  | BMW S 1000 RR     | Cossacks Racing Team       | 27  |
| 11 | Carl Berthelsen     | Suzuki GSX-R 1000 | Team Berthelsen            | 18  |

### Konstrukteurswertung
| 1 | Yamaha | 606 |
| 2 | BMW    | 326 |
| 3 | Honda  | 105 |
| 4 | Suzuki | 18  |

## Superstock 1000

### Wissenswertes
- Der zweite Lauf, bei der dritten Rennveranstaltung auf dem Lausitzring wurde wegen zu starkem Regen abgebrochen und nicht gewertet.

### Rennergebnisse
|   | Datum  | Strecke              | Pole-Position   | Lauf | Platz 1       | Platz 2             | Platz 3             | Schn. Rennrunde |
| - | ------ | -------------------- | --------------- | ---- | ------------- | ------------------- | ------------------- | --------------- |
| 1 | 01.05. | EuroSpeedway Lausitz | Mathieu Gines   | 1    | Danny de Boer | Luca Grünwald       | Marco Nekvasil      | Danny de Boer   |
| 1 | 01.05. | EuroSpeedway Lausitz | Mathieu Gines   | 2    | Luca Grünwald | Danny de Boer       | Marco Nekvasil      | Luca Grünwald   |
| 2 | 08.05. | Nürburgring          | Mathieu Gines   | 1    | Luca Grünwald | Danny de Boer       | Jan Bühn            | Jan Bühn        |
| 2 | 08.05. | Nürburgring          | Mathieu Gines   | 2    | Luca Grünwald | Danny de Boer       | Roman Stamm         | Danny de Boer   |
| 3 | 05.06. | EuroSpeedway Lausitz | Marvin Fritz    | 1    | Danny de Boer | Roman Stamm         | Luca Grünwald       | Danny de Boer   |
| 3 | 05.06. | EuroSpeedway Lausitz | Marvin Fritz    | 2    | –             | –                   | –                   | –               |
| 4 | 10.07. | Circuit Zolder       | Mathieu Gines   | 1    | Danny de Boer | Jan Bühn            | Pepijn Bijsterbosch | Danny de Boer   |
| 4 | 10.07. | Circuit Zolder       | Mathieu Gines   | 2    | Danny de Boer | Luca Grünwald       | Jan Bühn            | Luca Grünwald   |
| 5 | 31.07. | Schleizer Dreieck    | Marvin Fritz    | 1    | Danny de Boer | Luca Grünwald       | Marc Moser          | Marc Moser      |
| 5 | 31.07. | Schleizer Dreieck    | Marvin Fritz    | 2    | Marc Moser    | Luca Grünwald       | Danny de Boer       | Marc Moser      |
| 6 | 14.08. | Assen                | Danny de Boer   | 1    | Danny de Boer | Pepijn Bijsterbosch | Jan Bühn            | Danny de Boer   |
| 6 | 14.08. | Assen                | Danny de Boer   | 2    | Danny de Boer | Pepijn Bijsterbosch | Jan Bühn            | Danny de Boer   |
| 7 | 18.09. | EuroSpeedway Lausitz | Bastien Mackels | 1    | Luca Grünwald | Danny de Boer       | Pepijn Bijsterbosch | Luca Grünwald   |
| 7 | 18.09. | EuroSpeedway Lausitz | Bastien Mackels | 2    | Danny de Boer | Stefan Kerschbaumer | Lucy Glöckner       | Luca Grünwald   |
| 8 | 25.09. | Hockenheimring       | Marvin Fritz    | 1    | Danny de Boer | Luca Grünwald       | Pepijn Bijsterbosch | Danny de Boer   |
| 8 | 25.09. | Hockenheimring       | Marvin Fritz    | 2    | Danny de Boer | Luca Grünwald       | Jan Bühn            | Danny de Boer   |

### Fahrerwertung
| 1  | Danny de Boer        | Yamaha YZF-R1   | Team SWPN                     | 350 |
| 2  | Luca Grünwald        | Yamaha YZF-R1   | Freudenberg Racing Team       | 265 |
| 3  | Jan Bühn             | BMW S 1000 RR   | Van Zon Remeha BMW            | 192 |
| 4  | Pepijn Bijsterbosch  | BMW S 1000 RR   | Van Zon Remeha BMW            | 177 |
| 5  | Roman Stamm          | Kawasaki ZX-10R | Kawasaki Schnock Team Motorex | 167 |
| 6  | Stefan Kerschbaumer  | Kawasaki ZX-10R | Weber-Diener Racing Team      | 140 |
| 7  | Koen Zeelen          | Yamaha YZF-R1   | Benro Racing                  | 106 |
| 8  | Dominik Vincon       | BMW S 1000 RR   | BMW Stilgenbauer              | 105 |
| 9  | Daniel Kartheininger | Kawasaki ZX-10R | Kawasaki Schnock Team Motorex | 87  |
| 10 | Marc Neumann         | BMW S 1000 RR   |                               | 81  |
| 11 | Marco Nekvasil       | BMW S 1000 RR   | Van Zon Remeha BMW            | 67  |
| 12 | Ville Valtonen       | Yamaha YZF-R1   | Team Tretow                   | 64  |
| 13 | Lucy Glöckner        | BMW S 1000 RR   | MCN Altenkirchen              | 54  |

| 14 | Arnaud Friedrich     | BMW S 1000 RR     | Penz 13.com           | 47 |
| 15 | Florian Hülser       | Yamaha YZF-R1     |                       | 43 |
| 16 | Lukas Trautmann      | Yamaha YZF-R1     | Team Yamaha MGM       | 26 |
| 17 | Damien Raemy         | Kawasaki ZX-10R   | RBS-Race Tech         | 23 |
| 18 | Andrzej Pawelec      | BMW S 1000 RR     | BMW Sikora Motorsport | 21 |
| 19 | Bartlomiej Wiczynski | BMW S 1000 RR     | BMW Sikora Motorsport | 14 |
| 20 | Simon Tirsgaard      | BMW S 1000 RR     | Team Xpedit           | 12 |
| 21 | Björn Stuppi         | BMW S 1000 RR     | Team Bergau           | 12 |
| 22 | Philipp Gengelbach   | BMW S 1000 RR     |                       | 11 |
| 23 | Felix Bauer          | Honda CBR 1000 RR |                       | 10 |
| 24 | Michal Filla         | BMW S 1000 RR     | Wilbers BMW-Racing    | 7  |
| 25 | Colin Rossi          | BMW S 1000 RR     | Wilbers BMW-Racing    | 6  |

### Konstrukteurswertung
| 1 | Yamaha   | 635 |
| 2 | BMW      | 420 |
| 3 | Kawasaki | 347 |
| 4 | Honda    | 10  |

## Superstock 600

### Rennergebnisse
|   | Datum  | Strecke              | Pole-Position    | Lauf | Platz 1          | Platz 2          | Platz 3          | Schn. Rennrunde  |
| - | ------ | -------------------- | ---------------- | ---- | ---------------- | ---------------- | ---------------- | ---------------- |
| 1 | 01.05. | EuroSpeedway Lausitz | Bryan Schouten   | 1    | Bryan Schouten   | Christian Stange | Maurice Ullrich  | Bryan Schouten   |
| 1 | 01.05. | EuroSpeedway Lausitz | Bryan Schouten   | 2    | Christian Stange | Maurice Ullrich  | Tatu Lauslehto   | Bryan Schouten   |
| 2 | 08.05. | Nürburgring          | Bryan Schouten   | 1    | Maurice Ullrich  | Christian Stange | Jonas Geitner    | Bryan Schouten   |
| 2 | 08.05. | Nürburgring          | Bryan Schouten   | 2    | Bryan Schouten   | Maurice Ullrich  | Christian Stange | Bryan Schouten   |
| 3 | 10.07. | Circuit Zolder       | Kevin Wahr       | 1    | Christian Stange | Kevin Wahr       | Jonas Geitner    | Bryan Schouten   |
| 3 | 10.07. | Circuit Zolder       | Kevin Wahr       | 2    | Kevin Wahr       | Bryan Schouten   | Janusch Prokop   | Jonas Geitner    |
| 4 | 31.07. | Schleizer Dreieck    | Christian Stange | 1    | Kevin Wahr       | Christian Stange | Bryan Schouten   | Christian Stange |
| 4 | 31.07. | Schleizer Dreieck    | Christian Stange | 2    | Bryan Schouten   | Kevin Wahr       | Christian Stange | Bryan Schouten   |
| 5 | 14.08. | Assen                | Bryan Schouten   | 1    | Kevin Wahr       | Bryan Schouten   | Janusch Prokop   | Emelie Lahti     |
| 5 | 14.08. | Assen                | Bryan Schouten   | 2    | Bryan Schouten   | Thomas Gradinger | Emelie Lahti     | Bryan Schouten   |
| 6 | 18.09. | EuroSpeedway Lausitz | Christian Stange | 1    | Bryan Schouten   | Christian Stange | Marc Buchner     | Christian Stange |
| 6 | 18.09. | EuroSpeedway Lausitz | Christian Stange | 2    | Bryan Schouten   | Thomas Gradinger | Marc Buchner     | Thomas Gradinger |
| 7 | 25.09. | Hockenheimring       | Christian Stange | 1    | Thomas Gradinger | Bryan Schouten   | Christian Stange | Christian Stange |
| 7 | 25.09. | Hockenheimring       | Christian Stange | 2    | Thomas Gradinger | Janusch Prokop   | Kevin Wahr       | Thomas Gradinger |

### Fahrerwertung
| 1  | Bryan Schouten      | Yamaha YZF-R6    | MVR-Racing                    | 248 |
| 2  | Christian Stange    | Kawasaki ZX-6R   | Weber-Diener Racing Team      | 232 |
| 3  | Kevin Wahr          | Suzuki GSX-R 600 | HPC-Power Suzuki              | 157 |
| 4  | Janusch Prokop      | Kawasaki ZX-6R   | Kawasaki Schnock Team Motorex | 148 |
| 5  | Marc Buchner        | Yamaha YZF-R6    |                               | 139 |
| 6  | Maurice Ullrich     | Yamaha YZF-R6    | Team Räth / Romero            | 128 |
| 7  | Rafael Neuner       | MV Agusta F3     | KKT Cool Racing               | 121 |
| 8  | Thomas Gradinger    | Yamaha YZF-R6    | Buchner Motorsport            | 114 |
| 9  | Jonas Geitner       | Kawasaki ZX-6R   | Kawasaki Schnock Team Motorex | 110 |
| 10 | Sarah Heide         | Suzuki GSX-R 600 | Team Suzuki Laux ADAC Sachsen | 88  |
| 11 | Michel Eigenmann    | Kawasaki ZX-6R   |                               | 84  |
| 12 | Christoph Beinlich  | Honda CBR 600 RR | Beinlich Racing Team          | 77  |
| 13 | Daniela Weingartner | Suzuki GSX-R 600 | HPC-Power Suzuki              | 58  |
| 14 | Tatu Lauslehto      | Suzuki GSX-R 600 | Team Suzuki Stoneline-Mayer   | 56  |
| 15 | Sebastian Zielinski | Yamaha YZF-R6    | Ultimate Motorsport by SKM    | 39  |
| 16 | Emelie Lahti        | Suzuki GSX-R 600 | Team Suzuki Stoneline-Mayer   | 34  |
| 17 | Jakob Furtner       | MV Agusta F3     | Furtner Racing Team           | 14  |
| 18 | Alexander Preuß     | Yamaha YZF-R6    |                               | 4   |
| 19 | Kjel Karthin        | Suzuki GSX-R 600 | HPC-Power Suzuki              | 3   |

### Konstrukteurswertung
| 1 | Yamaha    | 526 |
| 2 | Kawasaki  | 416 |
| 3 | Suzuki    | 300 |
| 4 | Honda     | 76  |
| 5 | MV Agusta | 43  |

## Open 600

### Wissenswertes
- Nachdem im Laufe der Saison zu wenig Fahrer an den Start gingen, wurde die Fahrerwertung ausgesetzt.

### Rennergebnisse
|   | Datum  | Strecke              | Pole-Position    | Lauf | Platz 1              | Platz 2    | Platz 3 | Schn. Rennrunde      |
| - | ------ | -------------------- | ---------------- | ---- | -------------------- | ---------- | ------- | -------------------- |
| 1 | 01.05. | EuroSpeedway Lausitz | Bryan Schouten   | 1    | Przemyslaw Krajewski | Piotr Kloc | –       | Przemyslaw Krajewski |
| 1 | 01.05. | EuroSpeedway Lausitz | Bryan Schouten   | 2    | Przemyslaw Krajewski | Piotr Kloc | –       | Przemyslaw Krajewski |
| 2 | 08.05. | Nürburgring          | Bryan Schouten   | 1    | Braeden Ortt         | –          | –       | Braeden Ortt         |
| 2 | 08.05. | Nürburgring          | Bryan Schouten   | 2    | Braeden Ortt         | –          | –       | Braeden Ortt         |
| 3 | 10.07. | Circuit Zolder       | –                | 1    | –                    | –          | –       | –                    |
| 3 | 10.07. | Circuit Zolder       | –                | 2    | –                    | –          | –       | –                    |
| 4 | 31.07. | Schleizer Dreieck    | –                | 1    | –                    | –          | –       | –                    |
| 4 | 31.07. | Schleizer Dreieck    | –                | 2    | –                    | –          | –       | –                    |
| 5 | 14.08. | Assen                | –                | 1    | –                    | –          | –       | –                    |
| 5 | 14.08. | Assen                | –                | 2    | –                    | –          | –       | –                    |
| 6 | 18.09. | EuroSpeedway Lausitz | Christian Stange | 1    | Andreas Brandt       | –          | –       | Andreas Brandt       |
| 6 | 18.09. | EuroSpeedway Lausitz | Christian Stange | 2    | Andreas Brandt       | –          | –       | Andreas Brandt       |
| 7 | 25.09. | Hockenheimring       | Christian Stange | 1    | Tim Holtz            | –          | –       | Tim Holtz            |
| 7 | 25.09. | Hockenheimring       | Christian Stange | 2    | Tim Holtz            | –          | –       | Tim Holtz            |

## Gespanne

### Wissenswertes
- Der zweite Lauf, bei der dritten Rennveranstaltung in Zolder wurde vorzeitig abgebrochen und mit Punkten für ein Sprintrace gewertet.

### Rennergebnisse
|   | Datum  | Strecke              | Pole-Position                        | Lauf | Platz 1                              | Platz 2                               | Platz 3                               | Schn. Rennrunde                      |
| - | ------ | -------------------- | ------------------------------------ | ---- | ------------------------------------ | ------------------------------------- | ------------------------------------- | ------------------------------------ |
| 1 | 01.05. | EuroSpeedway Lausitz | Markus Schlosser / Thomas Hofer      | 1    | Mike Roscher / Anna Burkard          | Bennie Streuer / Geert Koerts         | Jakob Rutz / Marcel Fries             | Mike Roscher / Anna Burkard          |
| 2 | 08.05. | Nürburgring          | Markus Schlosser / Thomas Hofer      | 1    | Markus Schlosser / Thomas Hofer      | Bennie Streuer / Geert Koerts         | Mike Roscher / Anna Burkard           | Bennie Streuer / Geert Koerts        |
| 2 | 08.05. | Nürburgring          | Markus Schlosser / Thomas Hofer      | 2    | Markus Schlosser / Thomas Hofer      | Bennie Streuer / Geert Koerts         | Mike Roscher / Anna Burkard           | Markus Schlosser / Thomas Hofer      |
| 3 | 10.07. | Circuit Zolder       | Pekka Päivärinta / Kirsi Kainulainen | 1    | Pekka Päivärinta / Kirsi Kainulainen | Bennie Streuer / Geert Koerts         | Josef Sattler / Uwe Neubert           | Pekka Päivärinta / Kirsi Kainulainen |
| 3 | 10.07. | Circuit Zolder       | Pekka Päivärinta / Kirsi Kainulainen | 2    | Pekka Päivärinta / Kirsi Kainulainen | Bennie Streuer / Geert Koerts         | Mike Roscher / Anna Burkard           | Pekka Päivärinta / Kirsi Kainulainen |
| 4 | 31.07. | Schleizer Dreieck    | Markus Schlosser / Thomas Hofer      | 1    | Josef Sattler / Uwe Neubert          | Bennie Streuer / Geert Koerts         | Markus Schlosser / Thomas Hofer       | Josef Sattler / Uwe Neubert          |
| 5 | 14.08. | Assen                | Bennie Streuer / Gerard Daalhuizen   | 1    | Bennie Streuer / Gerard Daalhuizen   | André Kretzer / Manfred Wechselberger | Christian Ruppert / Ueli Wäfler       | Bennie Streuer / Gerard Daalhuizen   |
| 5 | 14.08. | Assen                | Bennie Streuer / Gerard Daalhuizen   | 2    | Bennie Streuer / Gerard Daalhuizen   | Mike Roscher / Anna Burkard           | André Kretzer / Manfred Wechselberger | Mike Roscher / Anna Burkard          |
| 6 | 25.09. | Hockenheimring       | Markus Schlosser / Thomas Hofer      | 1    | Markus Schlosser / Thomas Hofer      | Josef Sattler / Uwe Neubert           | Bennie Streuer / Geert Koerts         | Markus Schlosser / Thomas Hofer      |

### Fahrerwertung
| 1  | Bennie Streuer    | Geert Koerts bzw. Gerard Daahuizen | LCR-Suzuki    |                          | 174 |
| 2  | Mike Roscher      | Anna Burkard                       | LCR-BMW       |                          | 116 |
| 3  | Jakob Rutz        | Marcel Fries                       | LCR-Yamaha    | Sidecar-Racing-Team Rutz | 92  |
| 4  | Josef Sattler     | Uwe Neubert                        | LCR-BMW       | Sattler Motorsport       | 86  |
| 5  | Markus Schlosser  | Thomas Hofer                       | LCR-Suzuki    |                          | 79  |
| 6  | Peter Schröder    | Denise Werth                       | LCR-Suzuki    |                          | 77  |
| 7  | Bernhard Pichler  | Mario Pichler                      | RSR-Suzuki    | Polizeisportverein Wels  | 74  |
| 8  | Christian Ruppert | Ueli Wäfler                        | LCR-Yamaha    |                          | 54  |
| 9  | Pascal Pfaucht    | Johann Hölzlwimmer                 | LCR-Suzuki    |                          | 53  |
| 10 | Helmut Lingen     | Björn Bosch                        | LCR-Suzuki F1 |                          | 51  |
| 11 | Manuel Hirschi    | Sandra Roth                        | LCR-Suzuki    |                          | 48  |
| 12 | Tassilo Gall      | Arjen Portijk                      | LCR-Suzuki F1 |                          | 38  |
| 13 | Phil Croft        | Sophie Sattelberger                | RCN Yamaha    | Team Croft Sidecarracing | 33  |
| 14 | Andreas Nussbaum  | Michael Prudlik                    | LCR-Suzuki F1 |                          | 20  |
| 15 | Andreas Böse      | Sven Steinbach                     | LCR-Suzuki    |                          | 6   |

## Rahmenrennen
- Im Rahmen der Internationalen Deutschen Motorradmeisterschaft 2016 fanden sechs Rennen zum Yamaha R6-Dunlop Cup und je zwei Rennen zum ADAC Junior Cup und ADAC Northern Europe Cup Moto3 statt.